# Xeon
Xeon este un brand de multiprocesare-sau multi-socket-capabil x86 microprocesoare proiectat, produs și vândut de Intel Corporation, destinat stațiilor de lucru și serverelor.